# Padornelo (Portugal)
Padornelo es una freguesia portuguesa situada en el municipio de Paredes de Coura. Según el censo de 2021, tiene una población de 412 habitantes.